# Middle Island (ö i Kina)
Middle Island (kinesiska: 中岛, 中島) är en ö bland Paracelöarna i Sydkinesiska havet.  Paracelöarna har annekterats av Kina, men Taiwan och Vietnam gör också anspråk på dem. Arean är 0,14 kvadratkilometer.
Terrängen på Middle Island är mycket platt. Öns högsta punkt är 11 meter över havet. Den sträcker sig 0,5 kilometer i nord-sydlig riktning, och 0,6 kilometer i öst-västlig riktning.